# Harasiuki
Harasiuki è un comune rurale polacco del distretto di Nisko, nel voivodato della Precarpazia.
Ricopre una superficie di 168,29 km² e nel 2005 contava 6 445 abitanti.